# Форсвил
Форсвил (фр. Forceville) насеље је и општина у североисточној Француској у региону Пикардија, у департману Сома која припада префектури Амјен.
По подацима из 2011. године у општини је живело 173 становника, а густина насељености је износила 22,85 становника/km². Општина се простире на површини од 7,57 km². Налази се на средњој надморској висини од 108 метара (максималној 150 m, а минималној 100 m).

## Демографија
| 1962. | 1968. | 1975. | 1982. | 1990. | 1999. | 2011. |
| ----- | ----- | ----- | ----- | ----- | ----- | ----- |
| 202   | 203   | 199   | 181   | 182   | 161   | 173   |

График промене броја становника у току последњих година